# Russell Mark
Russell Mark (n. 25 februarie 1964, Ballarat, Victoria, Australia) este un trăgător de tir ce a reprezentat Australia, medaliat olimpic. A participat la 6 ediții ale Jocurilor Olimpice (1988, 1992, 1996, 2000, 2008, 2012) în care a câștigat o medalie de aur și o medalie de argint.